# Microlaimus allgeni
Microlaimus allgeni är en rundmaskart som beskrevs av Gerlach 1950. Microlaimus allgeni ingår i släktet Microlaimus och familjen Microlaimidae. Inga underarter finns listade i Catalogue of Life.